# Aristobrotica allardi
Aristobrotica allardi es un insecto coleóptero de la familia Chrysomelidae. Fue descrita científicamente por primera vez en 1887 por Martin Jacoby.